# Esposa de Potifar

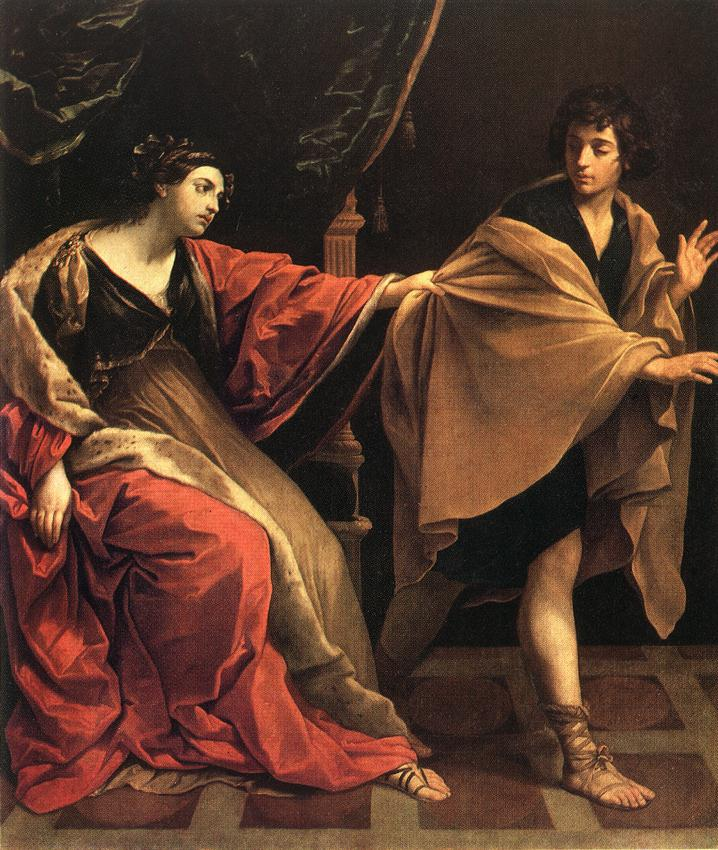
José e a esposa de Potifar, de Guido Reni. 1631

A esposa de Potifar é uma personagem da Bíblia Hebraica e do Alcorão. Ela era a esposa de Potifar, um general do exército egípcio. De acordo com o Livro de Gênesis, ela acusou falsamente José de tentar estuprá-la depois que ele rejeitou suas investidas.
O Livro de Gênesis não menciona o nome dela, mas de acordo com fontes judaicas medievais posteriores e a tradição islâmica, o nome dela é Zuleica (em hebraico:  זוליכה; em árabe: زُلَيْخَا , translit. zulayḵā).

## Em Gênesis
A Bíblia (Gênesis 39: 6-20) narra a forma que ela tratava José, escravo de seu marido Potifar:

Potifar deixou tudo o que ele tinha nas mãos de José e não se preocupava com nada, a não ser com a comida que comia. José era um belo tipo de homem e simpático. Algum tempo depois, a esposa de seu senhor começou a cobiçar José. Um dia ela disse: 'Deite-se comigo'. Mas ele recusou e disse à mulher de seu senhor: 'Eis que meu senhor não precisa se preocupar com nada nesta casa, pois ele me pôs como responsável por tudo o que tem. Nesta casa eu mando tanto quanto ele. Aqui eu posso ter o que quiser, menos a senhora, pois é mulher dele. Como então posso cometer esta grande maldade e pecar contra Deus?' Todos os dias ela insistia que ele fosse se deitar com ela. Mas um dia, como de costume, ele entrou na casa para fazer seu trabalho, e nenhum empregado estava ali. Então ela o agarrou pela roupa, dizendo: 'Deita-te comigo'. Mas ele escapou e correu para fora, deixando sua vestimenta na mão dela. [...] E ela guardou sua vestimenta até que seu marido voltou para casa. E ela falou-lhe estas palavras, dizendo: 'Esse escravo hebreu, que você trouxe para casa, entrou no meu quarto e quis abusar de mim. Mas eu gritei bem alto, e ele correu para fora, deixando sua vestimenta comigo'. Quando seu amo ouviu as palavras de sua esposa, ficou com muita raiva. E o senhor de José o levou e o colocou na prisão.

## No Alcorão
O Alcorão narra o tratamento que a esposa de Potifar deu a José da seguinte forma:

Quando ele atingiu sua maturidade, demos a ele sabedoria e conhecimento. Assim, recompensamos os justos. Aquela em cuja casa ele morava tentou seduzi-lo. Ela fechou as portas e disse: "Eu sou sua". Ele disse: “Deus me livre! Ele é meu Senhor. Ele me deu um bom lar. Os pecadores nunca têm sucesso”. Ela o desejou, e ele (a teria) desejado se não tivesse visto a prova de seu Senhor. Foi assim que afastamos o mal e a indecência dele. Ele era um dos Nossos servos leais. Enquanto eles corriam em direção à porta, ela rasgou sua camisa por trás. Na porta, eles encontraram seu marido. Ela disse: “Qual é a pena para quem deseja desonrar sua esposa, exceto a prisão ou uma punição dolorosa?. José disse: “Foi ela quem tentou me seduzir”. Uma testemunha de sua casa sugeriu: “Se a camisa dele está rasgada pela frente: então ela disse a verdade e ele é o mentiroso. Mas se a camisa dele está rasgada das costas: então ela mentiu, e ele é o verdadeiro.” E quando ele viu que sua camisa estava rasgada nas costas, ele disse: “Este é um esquema de mulher. Seu esquema é sério, de fato. José, afaste-se disso. E você, mulher, peça perdão pelos seus pecados; você está realmente errado. Algumas senhoras na cidade disseram: “A esposa do governador está tentando seduzir seu servo. Ela está profundamente apaixonada por ele. Vemos que ela se extraviou”. E quando ela ouviu falar de suas fofocas, ela os convidou, e preparou um banquete para eles, e ela deu a cada um deles uma faca. Ela disse: “Saia antes deles”. E quando o viram, maravilharam-se com ele e cortaram as mãos. Eles disseram: “Bom Deus, este não é um humano, deve ser um anjo precioso”. Ela disse: “Aqui está ele, aquele por quem você me culpou. Eu tentei seduzi-lo, mas ele resistiu. Mas se ele não fizer o que eu mandar, ele será preso e será um dos desprezados”. Ele disse: “Meu Senhor, a prisão é mais desejável para mim do que aquilo que eles me chamam. A menos que Você desvie suas maquinações de mim, posso ceder a eles e me tornar um dos ignorantes. Em seguida, seu Senhor respondeu-lhe, e desviou dele suas maquinações. Ele é o ouvinte, o conhecedor. Então ocorreu a eles, depois de terem visto os sinais, aprisioná-lo por um tempo. 22-35

## Em fontes judaicas
Os comentaristas judeus também veem alguns bons motivos nas ações da esposa de Potifar. Uma história sobre Zuleica é contada na midraxe hebraica medieval, Sefer haYashar, também conhecido como Toledot Adam e Divrei haYamim heArukh, onde ela foi ridicularizada por outras senhoras egípcias aristocráticas e seus amigos, por se apaixonar por um jovem escravo hebreu. Convidando seus amigos para sua casa, Zuleica deu-lhes laranjas e facas para cortá-los. Enquanto eles se empenhavam nessa tarefa, Zuleica fez José andar pela sala. Distraídas por sua beleza, todas as damas se cortaram acidentalmente com as facas, tirando sangue. Zuleica então lembrou a seus amigos que ela tinha que ver José todos os dias. Após esse incidente, seus contemporâneos não zombavam mais dela.
Rashi comenta que a esposa de Potifar viu através da astrologia que ela teria filhos através de José. Os cálculos astrológicos, entretanto, estavam ligeiramente errados. Azenate, sua filha (por adoção, em alguns relatos) tornou-se a esposa de José e, portanto, a esposa de Potifar gerou netos (não filhos) através de José.

## Em fontes islâmicas
Com exceção de Rumi, Hafez e Jami, os comentaristas das escrituras muçulmanas (Mufassirun) consideram Zuleica como uma pecadora e vilã. Para Rumi, a obsessão de Zuleica por José é um sintoma e manifestação do grande anseio profundo da alma por Deus. Por isso, ele insiste, é verdade quanto ao amor profundo de qualquer pessoa por outra.

## Adaptações
No filme Joseph ela é vivida pela atriz Lesley Ann Warren. Na RecordTV ela apareceu em duas adaptações com nomes diferentes: na minissérie José do Egito, de 2013, era chamada de Sati e interpretada pela atriz Larissa Maciel; em 2021 foi vivida pela atriz Dandara Albuquerque onde seu nome era Neferíades na telenovela Gênesis.